# Squalidus banarescui
Squalidus banarescui är en fiskart som beskrevs av Chen och Chang 2007. Squalidus banarescui ingår i släktet Squalidus och familjen karpfiskar. Inga underarter finns listade i Catalogue of Life.